# Eugène Cadel
Eugène-Casimir Cadel, né le 18 juin 1862 à Paris 10e et mort à Paris 14e le 27 septembre 1941, est un artiste peintre, graveur, critique d'art et enseignant français.

## Biographie

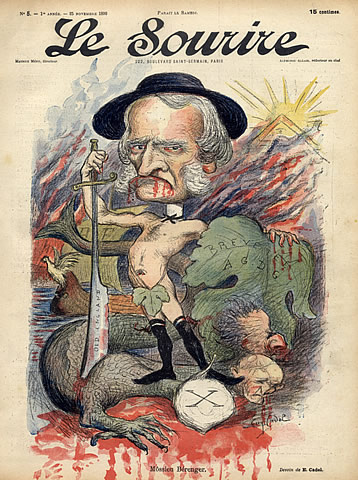
« Monsieur Bérenger » dans Le Sourire no 5 (1899).

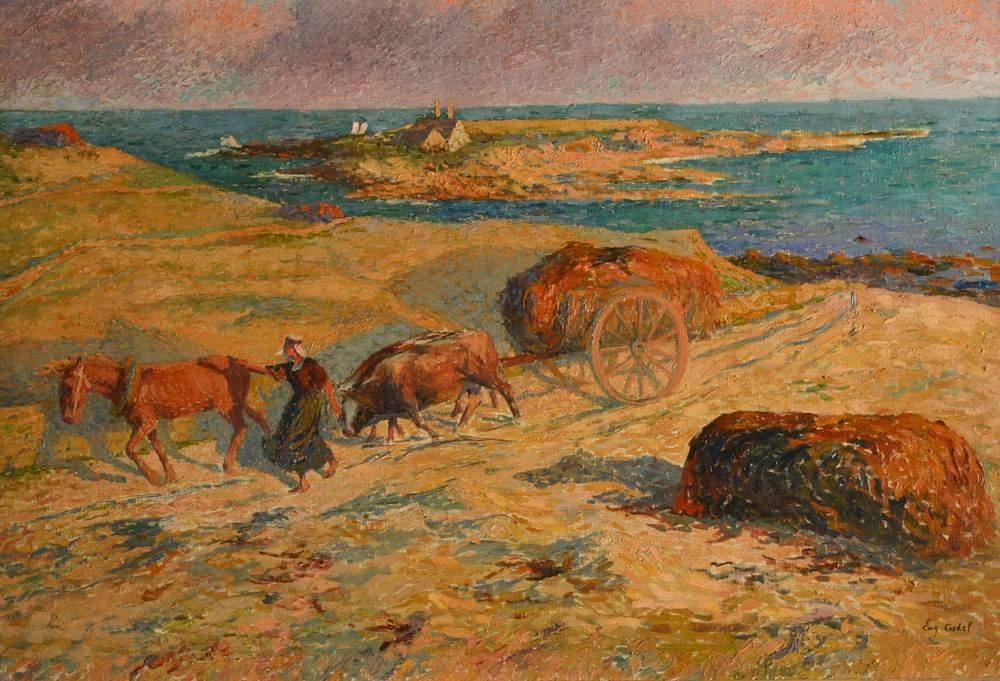
Récolte du goémon, Raguénès (collection privée).

Eugène-Casimir Cadel est le fils d'Espérance-Amélie Duthuillé et de Jean-Casimir-Marin Cadel, pharmacien dans le 10e arrondissement de Paris rue de la Grange-aux-Belles.
Il entre à l’École des beaux-arts de Paris en 1882 et suit les cours d'Alexandre Cabanel, Luc-Olivier Merson et de Puvis de Chavannes.
Il expose au moins à partir de 1887, notamment au Salon des artistes français (1911-1940), au Salon des humoristes (1907-1914), et à la Société nationale des beaux-arts, dont il devient membre du jury puis secrétaire en 1920.
En 1901, il ouvre son propre atelier de production de gravures, « La Lithographie nouvelle ». Il publie de nombreux dessins satiriques assez féroces dans L'Assiette au beurre, Le Sourire, Le Petit Journal supplément illustré, Le Matin, La Presse (où il est critique d'art à partir de 1915), Les Annales politiques et littéraires, etc. Il participe à la Collection des cent.
Son style de peinture appartient à la veine postimpressionnisme s'exprimant à travers des paysages ; il fréquente l'École de Pont-Aven. Il produit des scènes de genre, quelques dessins érotiques et des eaux-fortes. Il illustre également des ouvrages.
En 1927, il est fait chevalier de la Légion d'honneur

### Vie privée
Il épouse le 1er février 1910 à Paris Henriette-Laure Liaudet.
Son domicile parisien se situait 30 rue de La Trémoïlle.

## Distinctions
- Chevalier de la Légion d'honneur (1927)

## Œuvre
Eugène Cadel signe habituellement ses œuvre « Eug. Cadel » ou « Cadel ».

### Peintures
- 1907 : Église de Carnac, musée d'art et d'histoire de Saint-Brieuc
- 1908 : La Barque du poète[6], musée départemental de l'Oise, Beauvais.
- 1922 : Pont sur l'Aven, musée du Val-de-Grâce
- 1927 : La Turbie, effet de neige, mairie de Lurais
- 1931 : Les Bergers en Espagne, musée des beaux-arts de Rouen
- 1931 : Marché à Soria, Espagne, mairie de Darney
- 1932 : Espagne. Aragonais, musée des beaux-arts de Rouen
- 1933 : Don Quichotte et Sancho Pansa, musée des beaux-arts de Rennes
- 1933 : Bethléem, église de Saint-Eustache-la-Forêt
- 1935 : Le Chaperon rouge, Fonds national d'art contemporain / Sénat (Paris)
- s.d. : La Chanson des vieux en Espagne, musée des beaux-arts de Rouen

### Ouvrages illustrés
- [collectif] Le Musée des souverains : album en couleurs, Paris, Félix Juven, 1898.
- Hugues Lapaire, Le Courandier, Paris, Combet & Cie, 1904.
- Comédie inédite en un acte de Tristan Bernard : Le jeu de la Morale et du Hasard, 8 illustrations in la revue Je sais Tout no 50 du 15 mars 1909
- Adolphe Darvant, Moloch. Journal d'un simple soldat, Paris, Albin Michel, s.d. [1915].
- Hugues Lapaire, L'Homme à la roulotte, Paris, Eugène Figuière, s.d.